# 高斯有理數
在數學中，高斯有理數（英語：Gaussian rational）是指實部與虛部都是有理數的複數；形如{\displaystyle p+qi}的複數，其中{\displaystyle p}和{\displaystyle q}都是有理數。所有高斯有理數的集合構成了高斯有理數域，可表示為{\displaystyle \mathbb {Q} (i)}。
用符號表示，所有高斯有理數的集是{\displaystyle \{p+q\mathrm {i} \mid (p,q)\in \mathbb {Q} ^{2}\}}。
高斯有理數的名稱來源於德國數學家卡爾·高斯。